# جان آثرتون
جان آثرتون (انگلیسی: John Atherton؛ ۱۵۹۸ – ۵ دسامبر ۱۶۴۰) یک کشیش اهل بریتانیا بود.